# Wiata

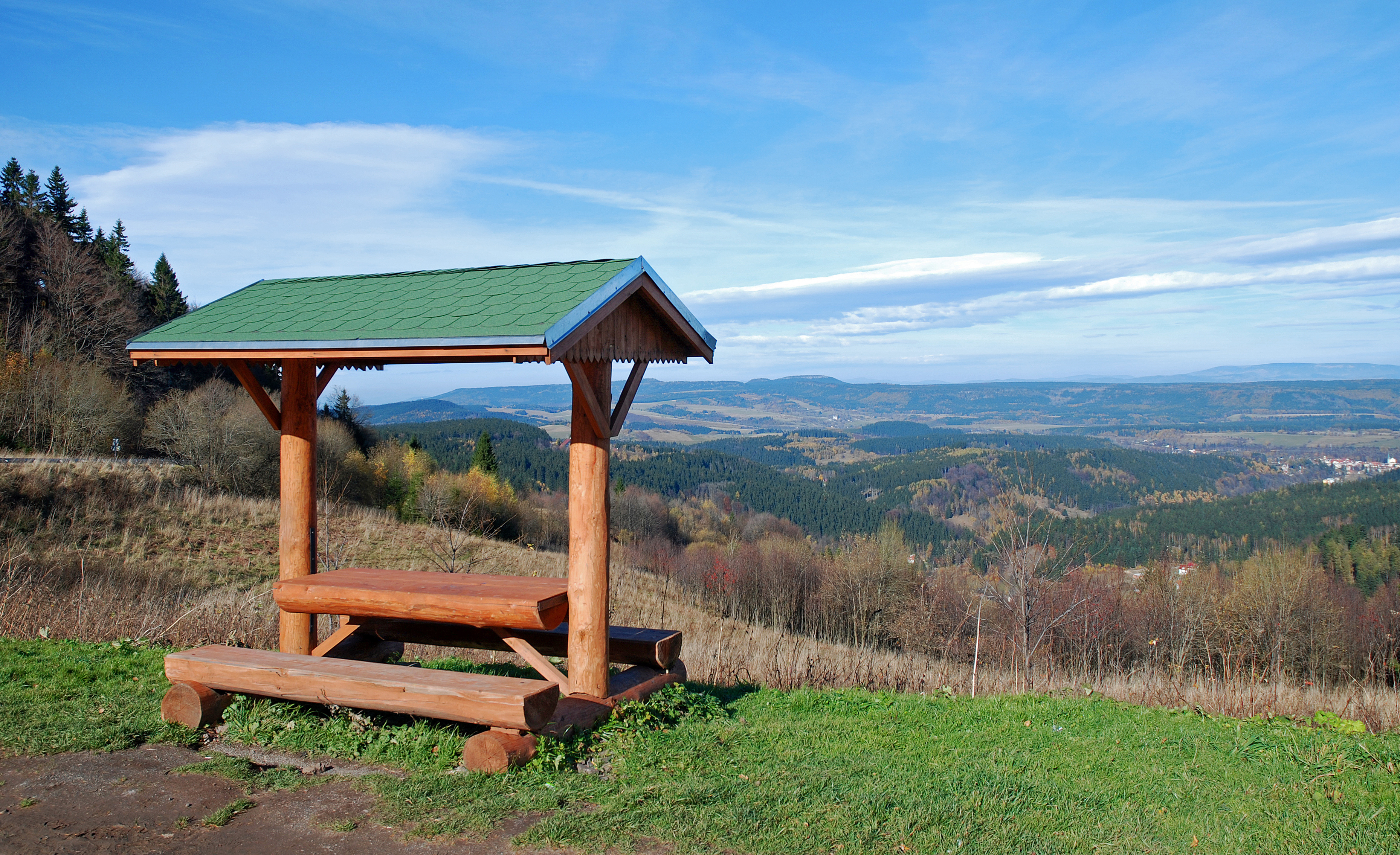
Wiata dla turystów w Zieleńcu

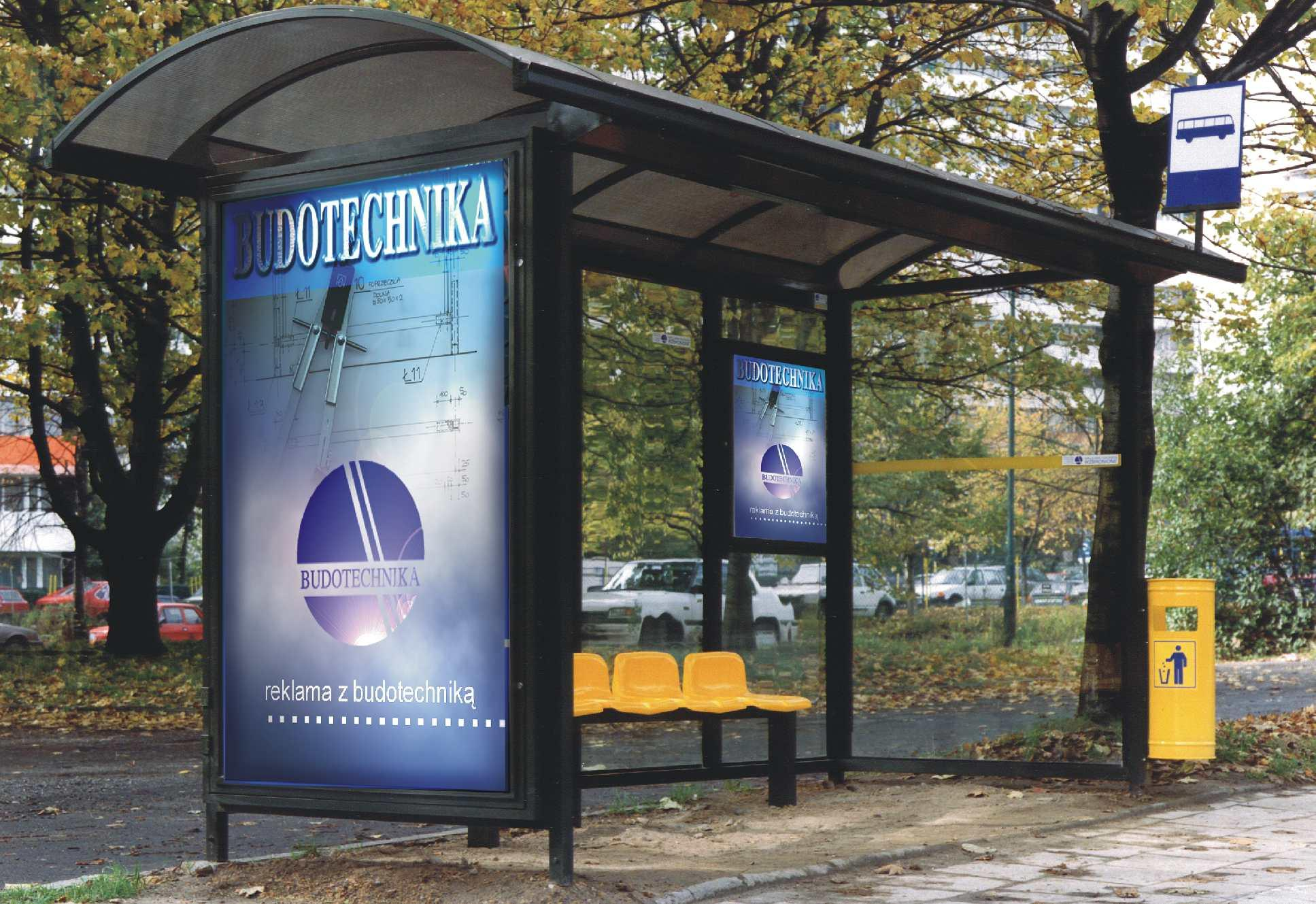
Wiata przystankowa

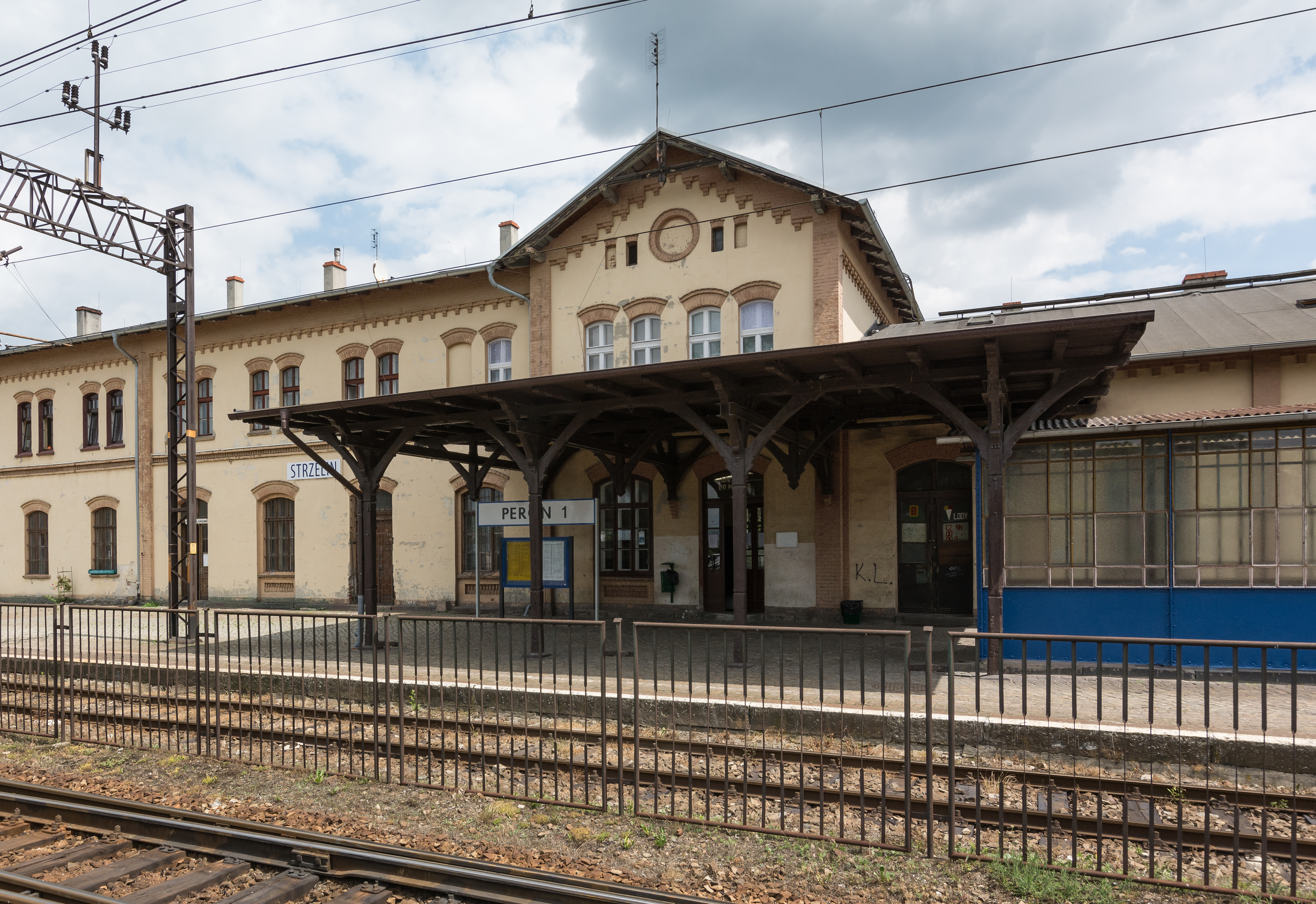
Wiata peronowa

Wiata – zadaszenie, budowla w postaci przykrycia (dachu, konstrukcji powłokowej) podpartego słupami lub nadwieszonego z lekkimi ścianami lub bez nich.
Wiata przeznaczona jest najczęściej na cele magazynowe, handlowe, do przekrycia dużych parkingów albo wykorzystywana jako osłona na przystankach tramwajowych (wiata tramwajowa), przystankach autobusowych (wiata autobusowa) i peronach kolejowych. Wiaty stawiane są również na górskich szlakach turystycznych. Wiaty o dużych powierzchniach budowane są najczęściej z lekkiej szkieletowej konstrukcji stalowej. Budowle tego typu są całkowicie pozbawione ścian albo mają jedną, dwie lub trzy. Z reguły nie są zamknięte ze wszystkich czterech stron. Ściany nie spełniają wymogów izolacji termicznej (ich zadanie to osłona przed wiatrem i deszczem).
Powierzchnia terenu pod wiatą bywa utwardzana, często wykonywana jest w takiej samej konstrukcji jak nawierzchnia pobliskich placów magazynowych, parkingów. Na działkach letniskowych i mieszkalnych często pełnią funkcję zadaszenia na samochód. W związku z przepisami dotyczącymi palenia papierosów wiaty (w tym zmodyfikowane wiaty przystankowe) wyposażone w cztery ściany wykorzystywane są przez niektóre zakłady jako palarnie.
W górach oraz w rejonach turystycznych wiaty mogą przybierać formę niewielkich domków (czasem ze strychem), w których można przenocować w cieplejszych miesiącach roku. Inne składają się tylko z dachu (oraz ewentualnie stołu i ław); wówczas służą do chwilowego odpoczynku. Najczęściej umieszczane są przy szlakach turystycznych lub szlakach innego typu. Podstawowym budulcem jest drewno.
Dawniej wiatą nazywano wewnętrzny, handlowy lub magazynowy dziedziniec w kamienicach przekryty zadaszeniem i doświetlony świetlikami.